# Riordino dei musei del Castello Sforzesco
Il riordino dei musei del Castello Sforzesco di Milano è un progetto di allestimento museale realizzato dai BBPR (acronimo che indica lo studio di architettura e urbanistica fondato da Gian Luigi Banfi, Lodovico Barbiano di Belgiojoso, Enrico Peressutti, Ernesto Nathan Rogers). Il loro operato viene diviso in due fasi: la prima tra il 1954 e il 1956 con il restauro del Cortile Ducale e la seconda con il restauro del Cortile della Rocchetta nel 1963.

## Tendenze della museografia italiana
In un momento particolarmente significativo per la museografia in Italia, gli Architetti BBPR, Lodovico Barbiano di Belgiojoso, Enrico Peressutti, Ernesto Nathan Rogers, si trovarono impegnati nella risistemazione del castello in seguito ai danni provocati dal bombardamento del 1943. Ciò implicava non solo il recupero per la città di un complesso di tale importanza, ma anche la realizzazione di un allestimento museale. Il gruppo, a partire dagli anni cinquanta, si pose come obiettivo quello di progettare e realizzare un nuovo servizio culturale per la città di Milano, ormai diventata un crocevia di professionalità provenienti da tutta Europa; riuscirono a ideare un programma totale capace di dare forza a tutti i loro progetti in ambito culturale.
In quegli anni l'esperienza del settore museografico in Italia era tutta da inventare e i loro sforzi miravano proprio a proporre un nuovo prototipo di museo, capace di evidenziare il valore spirituale delle opere d'arte. Portarono avanti questa idea per trent'anni, infatti oltre alla ristrutturazione del Castello si occuparono di servizi considerati tra i più prestigiosi della città quali la progettazione di Palazzo Reale e del Piccolo Teatro; in queste occasioni il gruppo BBPR si avvalse della collaborazione di diversi professionisti quali Costantino Baroni, Luigi Crema, Paolo Grassi e Giorgio Strehler.
In quello stesso periodo, anche Franco Albini e Carlo Scarpa erano occupati in alcuni allestimenti: il primo al Palazzo Bianco di Genova e il secondo al Museo Correr di Venezia. Si definirono in questo modo le due grandi tendenze della museografia italiana; «In Palazzo Bianco, la programmatica neutralità che Albini scelse nei confronti delle opere d'arte esposte si risolse nel rigore formale dell'allestimento: ogni particolare — rileva Argan — è stato minutamente studiato e condotto alla massima semplificazione, affinché le opere d'arte fossero veramente le sole protagoniste dello spazio museo' [...] il suo talento di artista creativo non risiede certo nell'essersi annullato di fronte al tema, ma nell'aver saputo costruire un testo equilibratissimo e insieme aperto a diverse possibilità di lettura: un'opera tipicamente albiniana. Nel Museo Correr, Scarpa, "assumendo le libertà che gli erano consentite, rimaneggia le strutture interne riformando parzialmente la pianta in funzione narrativa e crea un precedente di cui la museografia italiana decreterà il successo. Ma più che la definizione degli spazi interni (e con ragione, dato il carattere delle raccolte del Correr) conta la relazione che l'architetto istituisce tra spazio e oggetti e tra questi e l'apparecchiatura. Le vetrine e i supporti, declinati in numerose varianti caso per caso, non si limitano ad assolvere gli scopi per cui sono costruiti, ma tendono a mediare oggetto e spazio espositivo, prolungando espressivamente l'oggetto nello spazio».
In questi anni i BBPR, con il loro particolarissimo approccio all'architettura, stavano organizzando la sistemazione della Corte Ducale del Castello Sforzesco, stimolati anche da indicazioni di museologi e museografi. Il nuovo museo del castello venne così a collocarsi accanto a quello di Castelvecchio di Verona, una delle più alte manifestazioni dell'architettura italiana della seconda metà del XX secolo allestito da Carlo Scarpa.

## Caratteri stilistici del progetto

Pianta e sezioni della sala d'ingresso del museo

I BBPR realizzarono il restauro e la sistemazione dei Musei del Castello Sforzesco in due fasi. La prima tra il 1954 e il 1956 con il restauro del Cortile Ducale e con quello del Cortile della Rocchetta nel 1963. I BBPR presentarono il loro progetto su Casabella sottolineando come le forti muraglie, l'armonica e variata composizione dei tre cortili, le torri, i torrioni, i ponti che scavalcano il fossato, l'intrico di scale e scalette, di passaggi scavati e di lievi passerelle fossero tutti ingredienti necessari per un'orchestrazione romantica d'immediata comunicatività. La loro localizzazione urbanistica tangente al cuore della città ma oasi tranquilla, dovuta al Parco Sempione, era un ambiente di vasta risonanza popolare. Quest' osservazione portava ad una netta contrapposizione tra la Pinacoteca di Brera, ambiente aulico e severo, e il Castello Sforzesco, che rappresenta una funzione didattica popolaresca facilmente accessibile all'intelligenza delle masse, alla loro spontanea emotività, al loro bisogno di espressioni spettacolari, fantasiose e grandiose. Il restauro del Castello, infatti, testimonia l'impegno dei BBPR nella ricostruzione dei monumenti dell'identità civile di Milano dopo le distruzioni belliche.
L'iter progettuale ha condotto al risultato finale attraverso continue prove, comportando la stesura di più di 650 schizzi e prospettive, la costruzione al vero o con simulacri di ogni parte dell'allestimento e la predisposizione delle forme e dei materiali impiegati. L'analisi di tipo storico-stilistica svolta dal gruppo di architetti ha evidenziato l'importanza di tale luogo, nonché la risonanza popolare dello stesso. Queste hanno determinato l'obbligo di un linguaggio né banale né retorico, che tenesse conto di un'unicità di stile e allo stesso tempo di un continuo rinnovamento nelle varie sale. La coerenza tra l'ambiente del Castello e gli oggetti esposti è stata ottenuta grazie alla scelta di un numero limitato di materiali quali, ad esempio, ferro battuto e legno. Dimostrativo è il nuovo serramento disegnato per le finestre, il quale concilia uno spirito funzionale e moderno con gli stilemi dell'epoca. Il tutto è in equilibrio tra le necessità di praticità ed espressione di ciascun oggetto e la massiccia architettura degli ambienti. Gli elementi di sostegno rinunciano ad effimeri ornamenti lasciando spazio ad una rigorosa presentazione dei reperti museali. La flessibilità dell'allestimento tiene conto di una possibile esigenza di cambiamenti di disposizione spaziale di alcuni oggetti, ottenuta grazie a speciali incavi nei pavimenti e spinotti alle pareti. Lo studio della disposizione dei supporti dei vari oggetti è stato eseguito in maniera tale da sfruttare al meglio la luce naturale. L'illuminazione artificiale, composta di due tipologie, diretta e indiretta, si somma a quella naturale atta a favorire la giusta visibilità anche in orari serali, valorizzando al meglio ogni singolo oggetto esposto. Il carattere semplice e monumentale del progetto viene colto sin dall'atrio d'ingresso attraverso il bancone per i biglietti, come quello per la scrittura in noce massello e in modo ancor più rilevante con lo scalone in ferro che collega i due piani del museo. Questi due livelli sintetizzano l'accuratezza stilistica che continua in tutto l'allestimento, ad eccezione della sala contenente la famosa opera di Michelangelo, la Pietà Rondanini, che per sua unicità ha costretto una scelta stilistica dedicata.
Alcuni luoghi all'interno del castello si prestavano potenzialmente ad operazioni di riordinamento e riallestimento. Una delle soluzioni impiantistiche scelte è quella del riscaldamento a pannelli radianti nel pavimento: all'avanguardia per quei tempi e perciò adottata da molti musei, si rivelò poi nociva ad una corretta conservazione delle opere.

## Gli allestimenti degli ambienti espositivi

Sala I; pianta e sezioni
Sala II; pianta e sezioni
Sala III; pianta e sezioni
Sala IV; pianta e sezioni
Sala V; pianta e sezioni
Sala VI; pianta e sezioni
Pianta della sala VII
Sezioni della sala VII
Pianta della sala XI
Sezioni della sala XI
Sala XII; pianta e sezioni
Dettaglio mensola
Pianta della sala XIII
Sezioni della sala XIII
Pianta della sala XIV
Sezioni della sala XIV
Pianta della sala XV
Sezioni della sala XV
Pianta della corte interna con il portico
Sezioni della corte interna e del portico

### Sala I

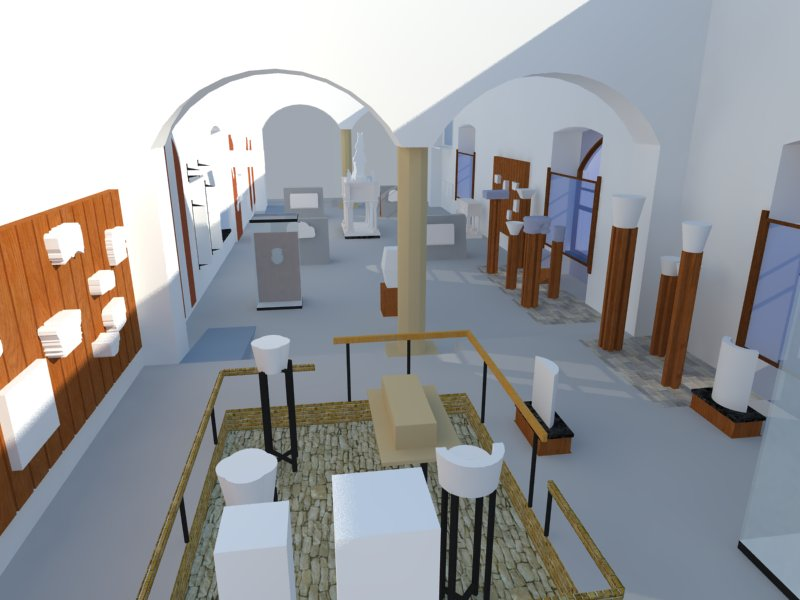
Resa grafica tridimensionale della sala I

Per giungere alla sala I si passa attraverso la Pusterla Urbica, già appartenuta alla Pusterla dei Fabbri, collocata nelle mura medioevali della città di Milano, che qui introduce alla visita del Castello. L'allestimento e le soluzioni espositive tendono ad interferire il meno possibile con le opere presenti, infatti si pongono come obiettivo di collocare i reperti storici nella stessa posizione in cui erano nell'antichità: il mosaico si trova inserito nel pavimento della sala, le colonne sono continuate nella parte mancante con dei lunghi listoni, al muro sono infissi pannelli in legno dai quali fuoriescono strutture metalliche nere che sostengono epigrafi e reperti romani mentre altri oggetti sono conservati in teche di vetro. La pavimentazione e i leggii sono costituiti da grandi lastre di beola grigia, particolarmente adatta all'esposizione di sculture, le pareti sono in mattone chiaro e il soffitto è intonacato di bianco.

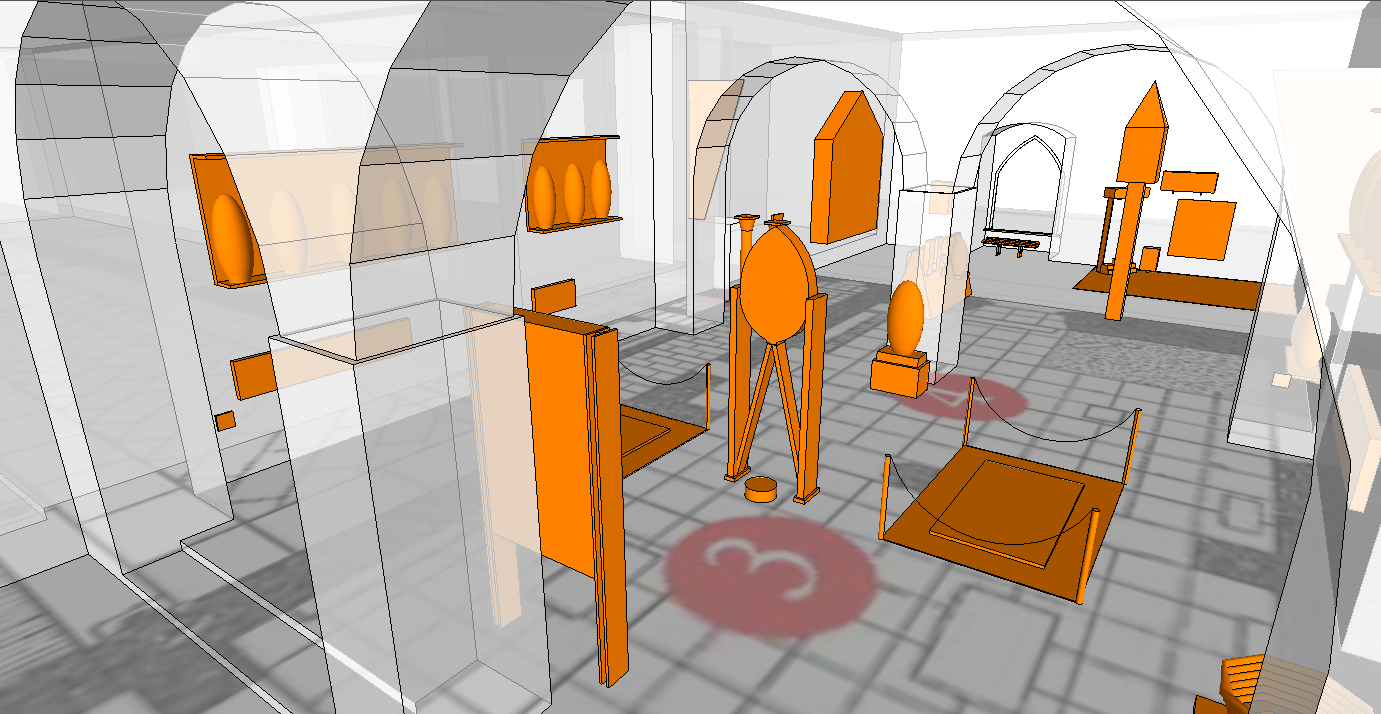
Illustrazione grafica virtuale dell'allestimento della sala 3

### Sala II e III
Sala II: La pavimentazione è costituita anche qui come nella sala I e III da grandi lastre di beola grigia, le pareti sono in mattone chiaro, il soffitto è decorato con gli stemmi della dominazione spagnola e mazzi di fronde e frutta. In alto a destra la statua di Talomone risiede su una base formata da travi in legno di noce massiccio, componibili. Al centro della sala si trova il monumento funebre di Bernabò Visconti e alla destra di questo quello della moglie.
Sala III: Anche in questa sala si ritrovano pannelli in listoni di legno massiccio che conservano numerosi reperti. Le lastre tombali presenti per terra sono incavate nel pavimento mentre ai lati sono presenti statue sorrette da basamenti inclinati in granito. Mandorla di finestra a doppia faccia con supporto in ferro battuto. Il soffitto è affrescato con una scena della Resurrezione: sul pavimento sono presenti lastre tombali. I sostegni in legno sono formati da travi di noce massiccio combinabili e incastrati nelle guide del pavimento per permettere di variare la disposizione.

### Sala IV

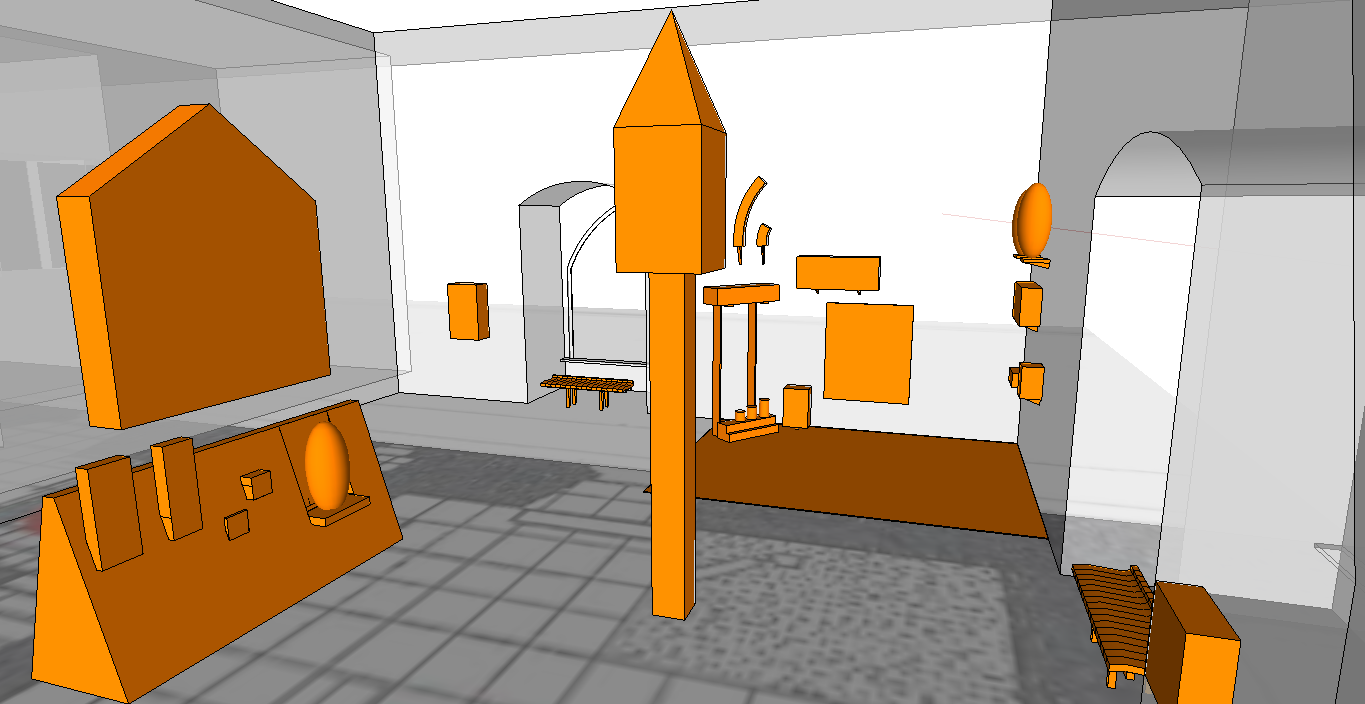
Illustrazione tridimensionale con evidenziati gli elementi dell'allestimento della sala 4, realizzata con un modellatore 3D

Nella sala sono presenti frammenti del pavimento originario della Chiesa di Santa Maria di Brera sostenuti da supporti in ferro battuto, come nella sala III. Vi è inoltre un espositore in legno massiccio sormontato da delle lastre in pietra che permettono di sostenere gli oggetti esposti. Ai piedi del Tabernacolo e del Mausoleo di Franchino Rusca si può notare un esempio delle tabelle esplicative che sono il legno con sovrastampa fotografica.

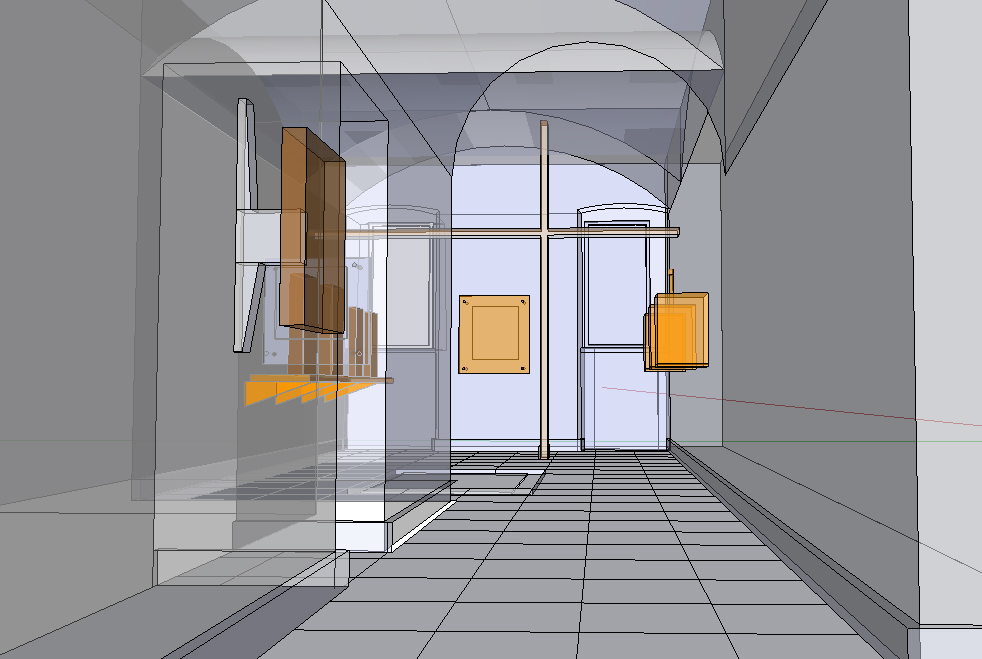
Illustrazione tridimensionale della sala 5

### Sala V
L'allestimento della sala e la denominazione di Cappelletta fanno focalizzare l'attenzione del visitatore sul Crocefisso ligneo. Questo è sostenuto da assi di legno che poggiano sulle due pareti laterali, sul soffitto e sul pavimento. La croce è posizionata in modo tale che all'ingresso del visitatore questa appaia centrale.
Sui ripiani di noce, sostenuti da mensole in ferro battuto, sono presenti sculture del XIV secolo. Inoltre sono visibili sulla parete gli spinotti in bronzo fuso per la variazione dell'ordinamento museografico. Il pavimento è in porfido con un frammento della lapide tombale incavata al suolo, in alto a destra è posizionato un capitello del XVI secolo mentre le pareti sono a intonaco bianco. In basso il serramento dell'andito prospiciente la Corte Ducale con una composizione di vetrate colorate (XIV secolo).

### Sala VI

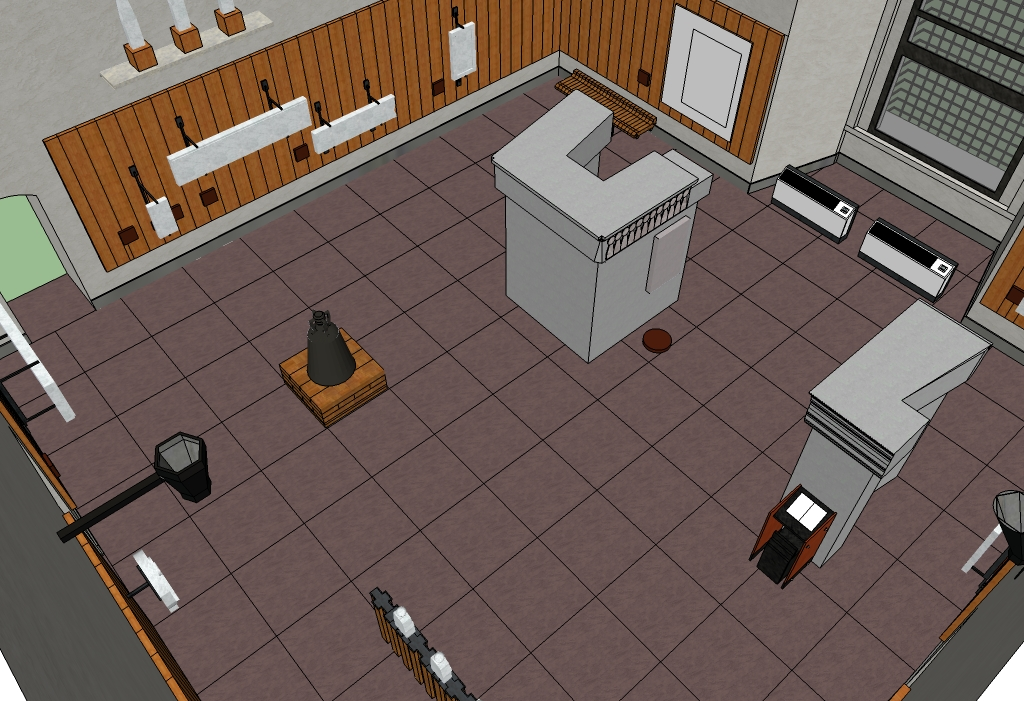
Resa grafica in sketchUp della sala 6

Nel loro intervento i BBPR hanno mantenuto l'allestimento originale in memoria delle fasi salienti della storia cittadina. Al centro della sala si possono notare le due grandi lapidi; i supporti sono in intonaco di cemento a martellina grossa, il pavimento è in porfido mentre pannelli di noce massiccio circondano tutte le pareti della sala e sorreggono numerose sculture e bassorilievi. La campana si trova anch'essa al centro della sala, a fianco alla lapide, sorretta da travi in legno di noce ad incastro.

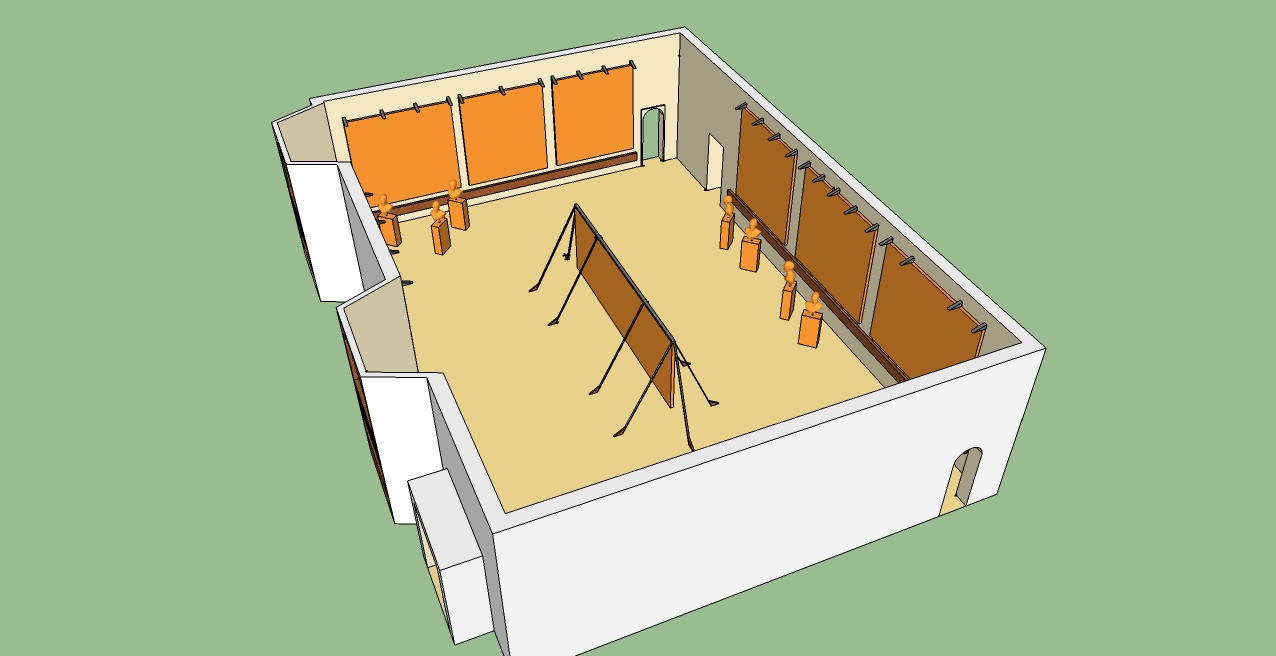
Modellazione 3D della sala del Gonfalone

### Sala VII
Domina al centro della sala il Gonfalone, sorretto da sottilissimi pilastri metallici posti su di un basamento in legno; questi pilastri sono inclinati e si congiungono tutti sulla sommità con un altro pilastro metallico posto in orizzontale, sul quale è appeso il maestoso arazzo visibile così a tutto tondo. Sulle pareti sono presenti arazzi della scuola di Bruxelles del XVII secolo sospesi con mensole di bronzo fuso e trattenuti in basso su gavitelli di uguale materiale come onde per consentirne l'inclinazione rispetto ai muri. La sala è illuminata da due canali di ottone brunito di cui quello superiore illumina il soffitto, quello inferiore gli arazzi. Il pavimento e le basi delle sculture sono in trachite.

### Sala VIII
Il soffitto è a volta con stemmi degli Sforza su di uno sfondo azzurro; sono presenti a fianco agli stemmi le iniziali di Galeazzo Maria Sforza alle quali Lodovico il Moro fece sovrapporre le proprie. Attorno alle pareti un altro rivestimento di noce massiccio dal lembo superiore merlato è stato creato per non suddividere la superficie in campi. Nel mezzo della sala vi è un labirinto adibito a mostre temporanee; questo è formato da pannelli in noce massiccio rivestiti all'interno in feltro blu con colonnine di sostegno in bronzo. L'illuminazione è disposta in maniera regolare e scandisce lo spazio secondo una maglia regolare. Il pavimento è in granito verde con un leggero piano inclinato in corrispondenza al perimetro del labirinto.

### Sala XI

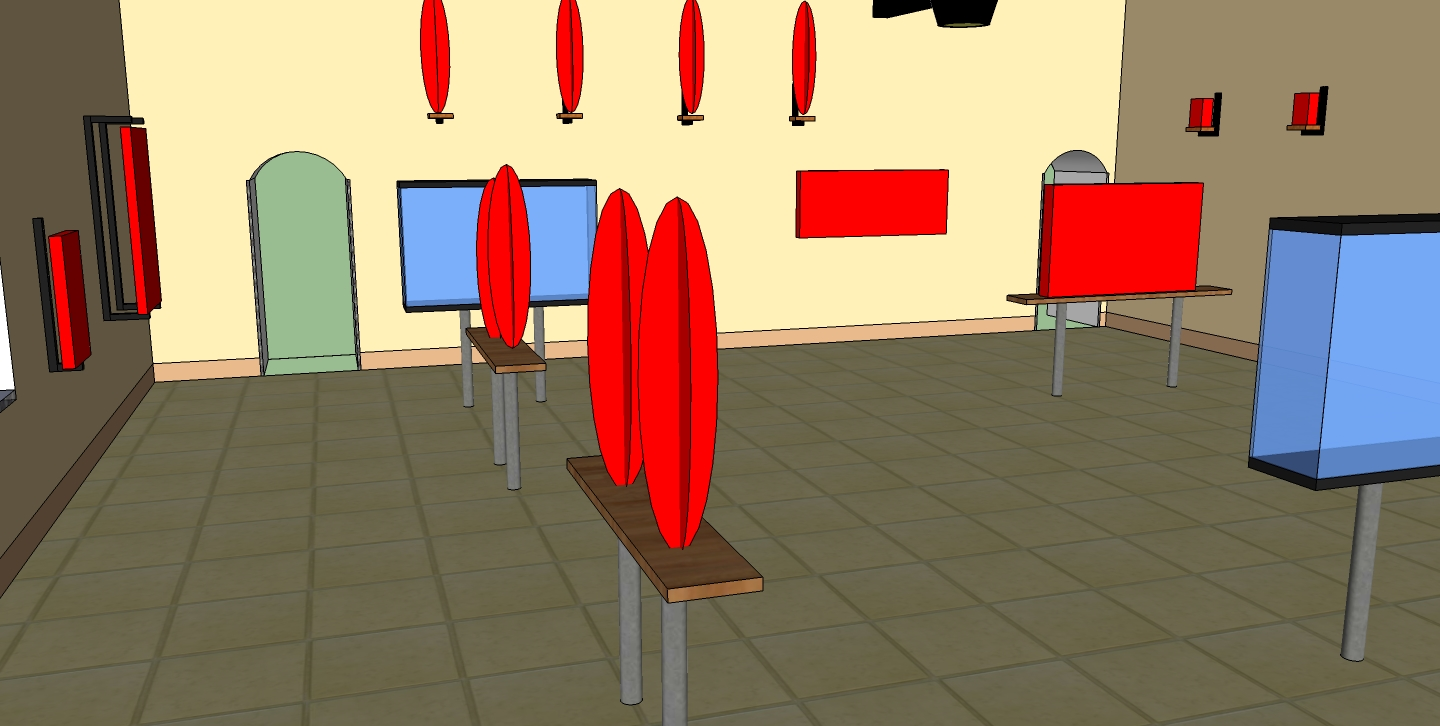
Modellazione 3D della Sala XI

Nella sala sono esposte opere di scultura del XV secolo per mezzo di spinotti in bronzo infissi alle pareti; altre opere sono esposte con un sistema di supporti a cavalletto costituiti da un piano in noce massiccio su sostegni in bronzo fuso a forma di croce spostabili nell'intaglio predisposto nel pavimento. Entrando sulla destra si trova un supporto che sostiene una cornice dorata. Questa dà risalto alla lastra di Agostino di Duccio. Il marmo del pavimento in trachite riveste anche la parte inferiore delle pareti al di sotto del fregio delle Colombine. Sul supporto centrale sono presenti angeli facenti già parte di un grande altorilievo; sulla mensola invece due frammenti di un grande ciborio del XV secolo.

### Sala XII
La costruzione della cappella è realizzata in forme molto semplici-un'aula rettangolare con volta a padiglione poggiante su eleganti peducci decorati con stemmi e insegne- e sulla volta della sala sono presenti affreschi del XV secolo (ora restaurati), mentre il basamento delle pareti in stucco alla romana è in rosa antico. Decorando il fondo delle pareti con stucco dorato ed utilizzando un elegante linearismo per molte delle figure, è evidente la persistenza di un gusto tardogotico e cortese ancora non del tutto sovrastato dai nuovi canoni espressivi tipicamente rinascimentali. Sulla parete di fondo la statua della Madonna col Bambino possiede un drappeggio retrostante rosso mattone che scende quasi fino a terra.

### Sala XIII
La sala presenta un soffitto molto alto con volta a crociera. Le pareti presentano un rivestimento in lastre di pietra, mentre il pavimento è in marmo rosato. La maggior parte delle opere è esposta lungo il perimetro della sala su strutture pensili. Al centro, su piedistalli neri, sono esposti in teche di vetro altri reperti storici della seconda metà del XV secolo.

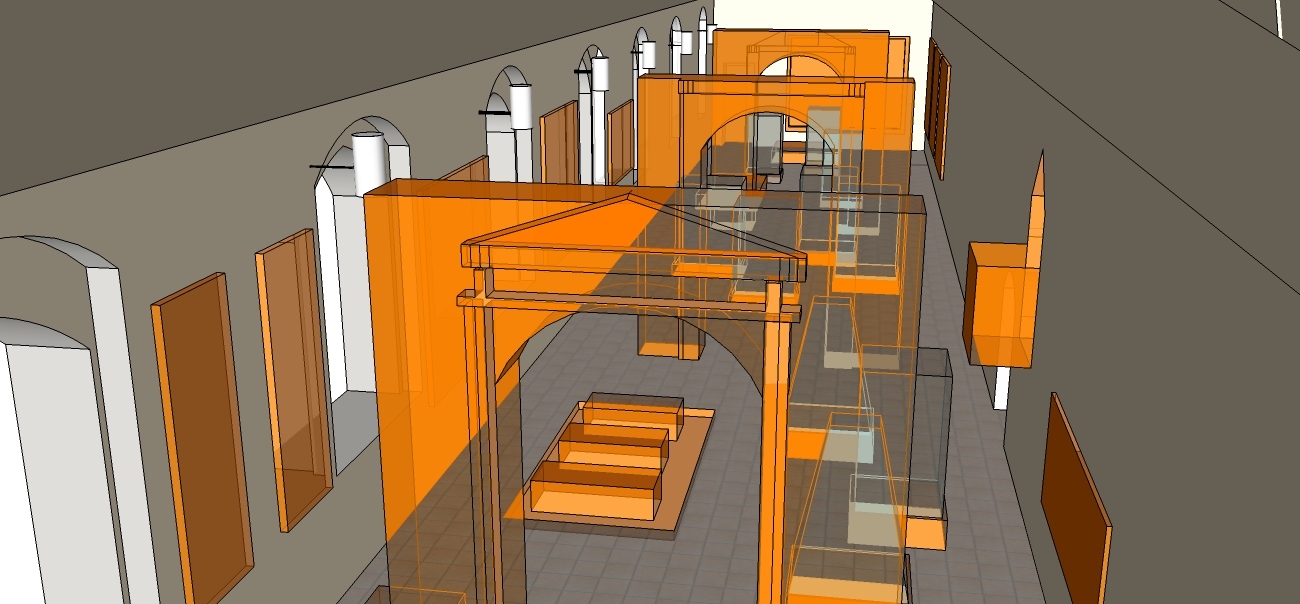
Elementi interessati dal progetto BBPR evidenziati in arancione durante una ricostruzione tridimensionale della sala 14

### Sala XIV
Nella sala sono esposte le armi donate al castello da Bazzero de Mattei (1919) e Bergomi Subert (1941). Sono inoltre esposte armi da difesa del XIII e XIX secolo tra le quali corazze, morioni, borgognotte, spade e sciabole.  Alle pareti spiccano frammenti scultorei e architettonici rinascimentali, come il Trionfo di Divinità marine in terracotta, un fregio di soggetto biblico e una selezione di iscrizioni e stemmi.
Il soffitto molto alto è a volte, mentre le pareti sono contraddistinte dal verde chiaro. Il pavimento è in marmo rosato in continuità con la sala XIII. La sala viene divisa in tre zone dagli archi del Banco Mediceo, del Palazzo Bentivoglio e del Portale Orsini.

### Sala XV
La Sala degli Scarlioni è centrata sulla Pietà Rondanini. Chi entra vede il rovescio della grande nicchia in pietra serena. La controsoffittatura è in tavole di noce staccata dalla struttura esiste e da essa pendono i semplici cilindri in ottone brunito delle lampade. I supporti degli oggetti, come la quinta che chiude il vano dove è collocata la Pietà Rondanini, per rendere più raccolto e isolato lo spazio, sono in legno d'ulivo. Sono presenti due quinte a semicerchio con ingressi laterali, uno in legno (quello che accoglie la Pietà) e l'altro in pietra. Le pareti sono bianche mentre il pavimento e la gradinata sono in pietra trachite. I fregi al muro sono sorretti da piedistalli in metallo nero mentre le statue e i monumenti all'interno della sala hanno piedistalli in legno.

### Sala della Balla
La Sala della Balla (37), luogo espositivo principale del Museo degli Strumenti Musicali, viene organizzato da BBPR nel loro secondo intervento, quello degli anni sessanta. tuttora mantiene l'allestimento originario.

### Corte interna e Portico dell'elefante

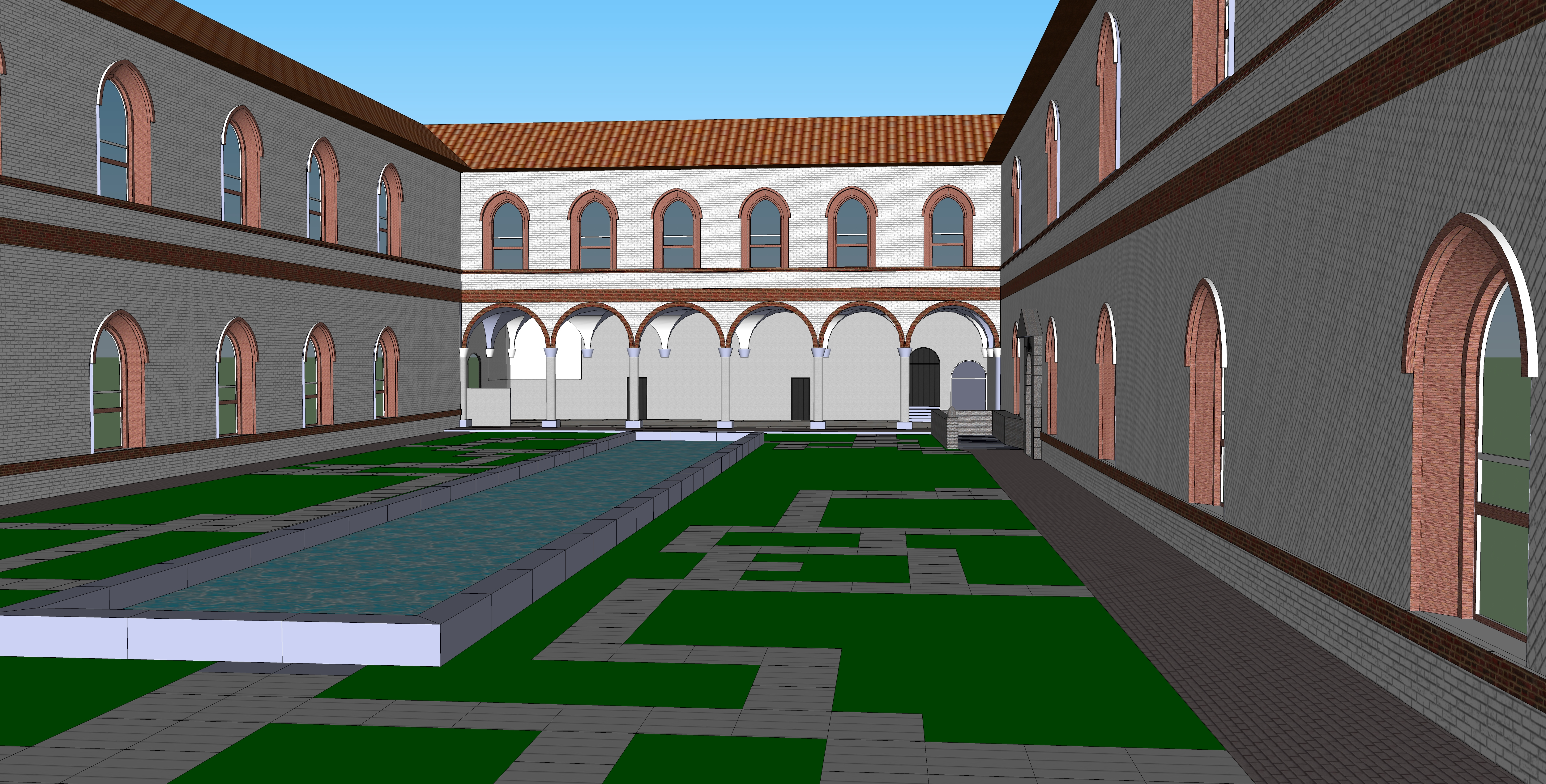
Resa grafica virtuale della Corte interna

L'allestimento di questa zona ha ricreato al centro una grande vasca d'acqua circondata da prato e una pavimentazione in grossi blocchi di pietra quadrati che forma un disegno irregolare, nel progetto originale dei BBPR vi erano anche numerose piante ora spostate per il restauro.